# Суперкубок Данії з футболу 1997
Суперкубок Данії з футболу 1997 — 4-й розіграш турніру. Матч відбувся 23 липня 1997 року між чемпіоном Данії «Брондбю» та володарем кубка Данії «Копенгагеном».
| Володар Суперкубка Данії 1997 |
| ----------------------------- |
|                               |
| «Брондбю» Третій титул        |

## Матч

### Деталі
| 23 липня 1997 |

| Брондбю            | 2:0 | Копенгаген |
| ------------------ | --- | ---------- |
| Б'юр 8' Меллер 88' |     |            |

| Брондбю, Бреннбю Глядачів: 6 662 |